# Pistolet Walther PPQ

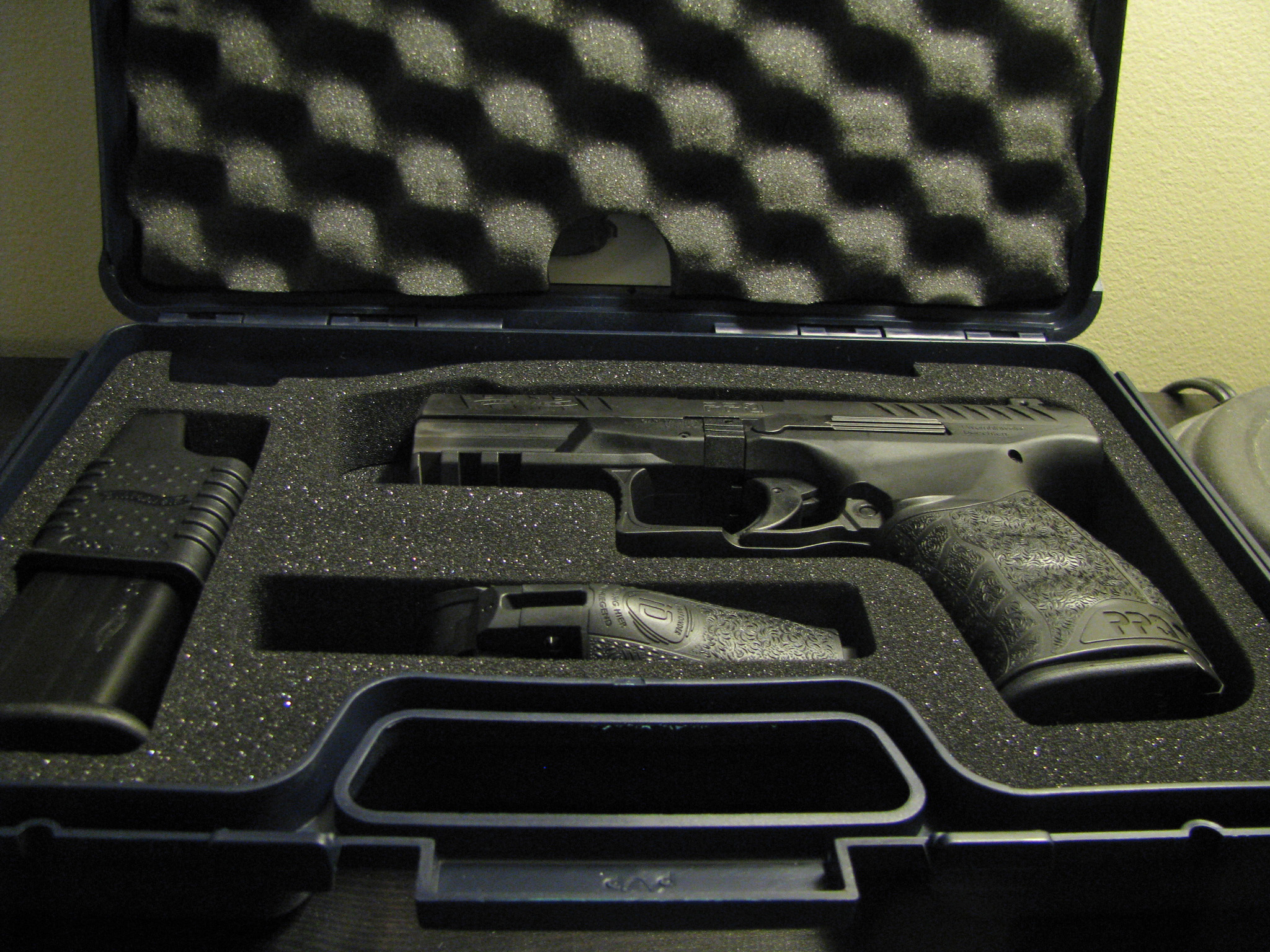
Walther PPQ w oryginalnej polimerowej walizeczce wraz z akcesoriami

Walther PPQ (PolizeiPistole Quick Defence / Policyjny Pistolet Obrony Bezpośredniej) – niemiecki pistolet samopowtarzalny firmy Walther. Opracowany przez niemiecką firmę Carl Walther GmbH dla organów ścigania, sił bezpieczeństwa oraz rynku cywilnego jako potencjalny zamiennik Walther P99. Dostępny jest w wersjach: .22 Long Rifle, 9×19mm Parabellum, 9×21mm, .40 S&W, oraz .45 ACP.

## Historia
Wyciągając wnioski ze swoich wcześniejszych konstrukcji – P88 i licznie wykorzystywanego w służbach policyjnych P99, inżynierowie Walther, biorąc pod uwagę opinie użytkowników wskazujące na wady P99 (dot. m.in. kurka spustowego) zaprojektowali następcę wspomnianego pistoletu, integrując zmodyfikowany ulepszony spust o skróconym ruchu potrzebnym do oddania strzału, zmienionym uchwytem, ramą oraz zamkiem. W rezultacie tych zmian powstał pistolet Walther „PPQ”.
Walther PPQ nie jest całkowicie nowym projektem. Swoją konstrukcję i cechy dzieli z wariantem pistoletu P99QA Walther P99, który został wprowadzony w 2000 r. W przeciwieństwie do P99QA, który wykorzystywał częściowo ryglowaną sprężynę uderzeniową (jak Glock), PPQ wykorzystuje w pełni ryglowaną sprężynę uderzeniową. W projekcie wprowadzono wiele innych modyfikacji, które nie były widoczne w pistolecie Walther P99QA, jak np. przeprojektowany uchwyt, osłona spustu i zamek, a które pojawiły się dopiero w Walther P99 RAD, czyli wersji P99 wykonywanej w Polsce i sprzedawanej jako wojskowa propozycja broni bocznej oraz pistolet dla policji Walther P99Q.
Ze względu na ewolucję produktu Walthera P99 – model PPQ zachowuje zgodność zarówno z celownikami P99, jak i P99 drugiej generacji oraz innymi akcesoriami.
Główną innowacją PPQ w stosunku do P99QA, P99 RAD i P99Q jest jego spust „Quick Defense”.

## Wersje
- PPQ Tactical Navy – wariant dla marynarki, wyposażony w mechanizm spustowy, który został przystosowany do pracy w wodzie i w jej pobliżu.
- PPQ Tactical Navy SD – ten sam pistolet, co PPQ Tactical Navy, lecz ze specjalną lufą o długości 118 mm z gwintowanym wylotem do montażu tłumika.
- PPQ First Edition – wariant sprzedawany w Stanach Zjednoczonych. Pistolety te wyróżniają się napisem „PPQ First Edition” na zamku i wyposażone są w specjalną gwintowaną lufę o długości 118 mm do montażu tłumika oraz celownikami polimerowymi pokrytymi farbą fluorescencyjną dla zapewnienia większego kontrastu w ciemności.

Seria M2:
- PPQ M2 – wariant wprowadzony podczas Shot Shot 2013. Charakteryzuje się tymi samymi cechami, co standardowy PPQ, z tym wyjątkiem, że obustronne dźwignie zwalniające magazynek zostały zastąpione kciukowym przyciskiem zwalniającym magazynek umieszczonym za dolną osłoną spustu. Ponadto magazynki PPQ M2 nie są zgodne z magazynkami PPQ serii M1.
- PPQ M2 Navy SD – wariant dla marynarki w wersji 9×19mm Parabellum wprowadzony w 2014r, wyposażony w mechanizm spustowy, który został przystosowany do pracy w wodzie i w jej pobliżu.
- PPQ M2 5" Sport – wprowadzony w 2014 roku wariant PPQ przeznaczony na rynek na strzelectwa sportowego, oferowany w kalibrze Parabellum 9×19mm oraz.40 S&W.[3]
- W sierpniu 2015 r. Walther ogłosił wersję PPQ M2 wykorzystującą kaliber.45 ACP. Do kupienia od października 2015 r.
- PPQ Simunition FX jest dostępny w wersji do strzelania kulkami 9 mm FX Force-on-Force System firmy Simunition.
- Pistolet PPQ Red Gun – pistolet treningowy, którego wszystkie elementy funkcjonalne jak manipulatory, dźwignie i zatrzaski, a także wymiary, waga i charakterystyka spustu są zgodne z wersją wykorzystującą ostrą amunicję, jednak nie ma możliwości strzelania ostrą amunicją. PPQ Blue Gun to zaś plastikowy pistolet przeznaczony do treningu wyciągania i wkładania broni do kabury.

## Opis
Walther PPQ oparty jest o wzmocnioną polimerową ramę i stalowy zamek. Może być całkowicie rozłożony bez użycia dodatkowych narzędzi. Działa na zasadzie krótkiego odrzutu lufy, zamek ryglowany w płaszczyźnie pionowej w systemie cam-lock zaadaptowanego z pistoletu Browning HP. W pistolecie zastosowano mechanizm spustowy z samonapinaniem typu Double Action. Mechanizm uderzeniowy bezkurkowy, ze sprężyną uderzeniową działającą bezpośrednio na iglicę. PPQ nie posiada zewnętrznych bezpieczników. Po wystrzeleniu ostatniego naboju zamek zostaje w tylnym położeniu. Do zasilania stosuje się magazynki wymienne pudełkowe, dwurzędowe, z jednopozycyjnym wyprowadzeniem o pojemności od 10 do 17 nabojów. Pistolet posiada stałe przyrządy celownicze oraz wskaźnik napięcia iglicy oraz wskaźnik obecności naboju w komorze nabojowej.

## Cechy
Ergonomiczność oraz całkowicie oburęczne manipulatory były głównymi cechami przy projektowaniu tego pistoletu, w wyniku czego uwzględniono trzy wymienne rozmiary okładzin (małe, średnie i duże) w celu dostosowania do różnych kształtów i rozmiarów dłoni; ta funkcja umożliwia większości strzelców wygodny i skuteczny chwyt broni palnej.
Szkielet posiada zintegrowaną szynę montażową MIL-STD-1913 do mocowania akcesoriów, takich jak latarka taktyczna lub wskaźnik laserowy.